# Ryô Saeba
Ryô Saeba (冴羽 獠, Saeba Ryō), rebaptisé Nicky Larson dans la version française de l’animé, est un personnage de fiction japonais créé par Tsukasa Hōjō en 1985. Il apparaît dans les mangas City Hunter et Angel Heart.

## Création
Les premières apparitions de Ryô Saeba se font en 1983 dans le Weekly Shonen Jump, dans deux courts récits City Hunter XYZ et City Hunter Double Edged. Cependant, ce n'est encore qu'une ébauche de ce qui allait devenir plus tard le personnage ainsi que la série.
D'après l'auteur Tsukaja Hojo, Ryô Saeba a été préfiguré par le personnage de Masato Kamiya du manga Cat's Eye : dragueur invétéré, journaliste-reporter le jour et opérant en tant que gentleman-cambrioleur la nuit sous le nom de Nezumi (ねずみ Le rat), un concurrent direct des Cat's Eyes. À l'origine, Masato Kamiya aurait dû être le héros originel de City Hunter, mais l'idée évolua pour donner naissance au personnage de Ryô Saeba,,.

## Biographie fictive

### Naissance
L'unique certitude concernant la naissance de Ryô Saeba est son origine japonaise. Un calcul sommaire permet néanmoins d’établir qu’il a probablement vu le jour dans la deuxième moitié des années 1950.
À partir de la fin des années 1980, bien que sa véritable date de naissance demeure inconnue, l'anniversaire de Ryô est fêté le 26 mars.

### L’Amérique Centrale
Tout jeune enfant, il est victime, avec ses parents, d’un accident d’avion au-dessus d'un « petit pays d’Amérique centrale dévasté par une guerre civile incessante ». Seul survivant du crash, il erre plusieurs jours dans la jungle avant d’être recueilli, épuisé et affamé, par des guérilleros locaux. Il ne se souvient alors que de son seul prénom : Ryô.
Au sein de cette guérilla, les enfants doivent combattre au même titre que les hommes . Ainsi, Ryô grandit les armes à la main, dans un environnement dominé par la violence, et oublie jusqu'au nombre des années qui s'écoulent. Deux combattants prennent en charge son instruction : un Occidental dont le nom n'est pas révélé, et un Japonais, Shin Kaïbara. Des deux hommes, c'est ce dernier qui est le plus proche de Ryô, qui le tient pour son père adoptif. C'est lui qui, par ailleurs, le baptise du nom de Saeba. Lorsque son jeune fils est capturé par l'armée gouvernementale, Kaïbara se lance seul dans une opération de sauvetage, et perd sa jambe gauche sur le champ de bataille.
Vers la fin de l’adolescence de Ryô, alors que la guérilla commence à perdre du terrain, les perspectives de défaite altèrent fortement la santé mentale de Kaïbara. Aux abois, il tente de convaincre les autres chefs d’avoir recours à l’Angel dust, une drogue de combat surpuissante. Pour démontrer l’efficacité du produit, il en administre au jeune homme à son insu.
Sous l’effet de cette drogue, Ryô anéantit une unité ennemie avec une violence inouïe. L’unique survivant de ce carnage, un colosse du nom d'Hayato Ijuin, en réchappe grièvement blessé aux yeux. Une décennie plus tard, au Japon, Ryô baptisera Ijuin d’un surnom qui le rendra célèbre : Umibôzu.
Horrifiés par les effets dévastateurs de l’Angel dust, les chefs de la guérilla contraignent Kaïbara à l’exil. Ryô, ivre de vengeance, l'affronte et tente de le tuer mais, trop peu expérimenté et aveuglé par la haine, il échoue et se fait sévèrement corriger.
L'arrêt brutal de l'Angel dust provoque chez Ryô une crise de manque si violente qu'elle lui coûte presque la vie. Il est pris en charge par le Professeur, qui ne parvient à le sauver qu'au prix de grandes souffrances et d’une longue convalescence. Lorsqu'il se rétablit enfin, la guérilla est définitivement vaincue. Il quitte alors l'Amérique Centrale pour les États-Unis, en compagnie de son mentor occidental et plonge dans le milieu clandestin en devenant nettoyeur.

### Les États-Unis
Le détail précis des activités de Ryô lors de son séjour aux États-Unis n'est pas documenté. On sait cependant qu'après le décès de son mentor, survenu dans des circonstances inconnues, il prend pour partenaire la fille de ce dernier, Rosemary Moon, dite Bloody Mary. À l'issue de leur séparation, il fait équipe avec Mick Angel, nettoyeur américain de haut niveau. Leur duo sera le premier à porter le nom de code City Hunter.
Son dernier partenaire américain est Kenny Field, un chasseur de primes. Lorsqu'un syndicat du crime lui enjoint de tuer Saeba sous peine de voir sa fille Sonia éliminée, Field provoque Ryô dans un duel qu'il perd volontairement. Avant de rendre l'âme, il recommande à son jeune coéquipier de quitter le pays.

### Le retour au Japon
Ryô débarque au Japon au début des années 1980, et ses débuts ne sont pas des plus faciles, dans ce pays qu'il ne connaît pas et dont il a presque oublié la langue.
En évoluant dans le milieu de la pègre tokyoïte, il fait la connaissance de deux policiers : Saeko Nogami et Hideyuki Makimura.
Lorsqu'une enquête de Makimura tourne au fiasco et coûte la vie à une policière infiltrée, ce dernier, tenu pour responsable, présente sa démission.

### City Hunter
Shinjuku, 1985
Depuis plus de trois ans, Ryô fait équipe avec Makimura sous le nom de code de City Hunter. Toujours nettoyeur, il a cessé de louer ses services au plus offrant pour ne plus se consacrer qu'à des affaires en accord avec son code moral. La rumeur de ses prouesses a fait de lui une légende urbaine dans le milieu clandestin, duquel il est craint et respecté.
Le mode opératoire des deux compères est simple : lorsqu'une personne se trouve confrontée à une situation insurmontable, il lui suffit d'inscrire son appel à l'aide sur le tableau des messages de la gare de Shinjuku - Porte Est, précédé de la mention XYZ. Makimura se charge de prendre contact avec le client et de discuter les termes du contrat. Ryô, lui, s'occupe de son exécution.
Le 31 mars 1985, pour avoir brutalement éconduit l'un des principaux lieutenants de l'Union Teope, un cartel sud-américain qui souhaitait avoir recours aux talents de tueur à gages du City Hunter, Makimura est assassiné. Il meurt dans les bras de Ryô, lui confiant l'avenir de sa petite sœur Kaori, qui fête ce soir-là son vingtième anniversaire.
Après avoir éliminé le commanditaire du meurtre de son ami, Ryô tente de convaincre Kaori de quitter la ville. D'un caractère bien trempé, celle-ci refuse catégoriquement et sollicite la place de son défunt frère en tant que partenaire. Ensemble, ils attaquent frontalement les intérêts de l'Union Teope au Japon, lui causant des pertes telles que le cartel finit par renoncer – provisoirement – à ses ambitions dans le pays.
Si le cartel a disparu du paysage, Kaori n'entend cependant pas renoncer à sa nouvelle fonction, d'autant qu'elle a quitté son appartement pour emménager chez Ryô. À partir de ce moment, par égard pour l'innocence de la jeune femme, il s'efforcera d'atténuer l'aspect violent de sa profession, ne tuant plus qu'en cas de nécessité absolue.
De cette collaboration naît un chassé-croisé amoureux qui sera longtemps au cœur de leur relation. Ryô, bien qu'attiré par sa nouvelle partenaire,, s'interdit toute approche, tant par respect pour la mémoire d'Hideyuki que pour protéger Kaori, qui n'a rien d'une nettoyeuse professionnelle, du danger que représenterait le fait d'être sa compagne.
Pour donner le change, il feint de la trouver repoussante, la qualifie régulièrement de travelo ou de saucisse, et la fait à plusieurs reprises passer pour son petit frère. Par ailleurs, Ryô exige de ne travailler que pour des femmes, de préférence jeunes et jolies, qu'il tente immanquablement de séduire en usant de sa technique personnelle, outrancièrement directe.
Si la plupart de ces jeunes femmes sont, au départ, franchement rebutées par ses propositions indécentes, certaines d'entre elles, après avoir découvert ses véritables qualités humaines, finiront par s'enamourer du ténébreux nettoyeur. Mais toutes renonceront en prenant conscience du lien particulier et inaltérable qui unit Kaori et Ryô, que ces derniers semblent d'ailleurs les seuls à ignorer.
En effet, si les deux partenaires passent leur temps à se chamailler et à jurer leurs grands dieux que leur relation est exclusivement professionnelle, ils ne trompent ni leur entourage, ni eux-mêmes. Ainsi Ryô, conscient de son amour pour Kaori, mais refusant de se déclarer, culpabilise de lui imposer cette vie clandestine et dangereuse, pour laquelle il ne la croit pas faite, et cherchera à plusieurs reprises à l'éloigner de lui. Tenace, elle ne consentira jamais à se laisser écarter.
Les années passant, avec leur compte d'épreuves et de situations périlleuses vécues côte à côte, Ryô et Kaori ont de plus en plus de difficulté à contenir leurs élans de tendresse l'un envers l'autre, sans pour autant parvenir à s'avouer la véritable profondeur de leur attachement. Cette impasse sentimentale ne prend fin qu'au début des années 1990, lorsque l'Union Teope reparaît au Japon.
Décidé à se venger de City Hunter, le chef suprême du cartel fait le déplacement en personne, et ce dernier n'est autre que Shin Kaïbara. Le temps ne l'ayant pas guéri de sa folie, le lourd passif entre Ryô et son père ne peut se solder que par la mort de l'un d'eux.
Ryô, peu sûr de l'emporter face à l'homme de qui il tient sa science du combat, finit enfin par déclarer ses sentiments à Kaori, principalement pour la convaincre de se mettre à l'abri et de tout faire pour survivre. Par un improbable coup du destin, il triomphe de Kaïbara, qui retrouve son humanité dans l'agonie. Ryô et lui se pardonnent mutuellement, juste avant que celui-ci ne rende son dernier souffle.
Par la suite, Ryô tentera piteusement de revenir sur sa déclaration, mais Kaori est bien décidée à ne plus le laisser filer, et l'histoire s'achève sur le commencement de leur relation amoureuse.

### Angel Heart (suite alternative)
Shinjuku, mai 2001.
Ryô Saeba a cessé d'être le City Hunter. En apparence, il est toujours le séducteur invétéré d'autrefois, et rencontre même un certain succès. Au fond de lui, c'est un homme torturé et en quête de vengeance.
Kaori est morte un an auparavant, le jour de leur mariage. Elle a sacrifié sa vie sans hésiter pour sauver une petite fille d'un accident de la circulation. Donneuse d'organes, son coeur a été prélevé, mais volé durant son transport. La police n'est jamais parvenue à identifier le coupable, mais Ryô est persuadé que le coeur de Kaori reviendra à Shinjuku. Il s'est juré de l'arracher de la poitrine du voleur de ses propres mains.
En réalité, le coeur a été volé par la Zheng Dao Hui, une puissante mafia taiwanaise, qui l'a greffé à l'une de ses tueuses, une jeune fille de quatorze ans connue sous le nom de code Glass Heart. Celle-ci, hantée par un lourd sentiment de culpabilité, avait gravement endommagé son propre cœur en tentant de se suicider. Malgré le succès de la greffe, elle reste dans le coma toute une année durant, hantée par la présence bienveillante de Kaori, et ayant hérité de ses souvenirs.
Lorsqu'elle se réveille enfin, Glass Heart s'échappe et, guidée par le cœur de Kaori, se rend à Shinjuku pour retrouver Ryô. Parallèlement, ses employeurs déploient des moyens importants pour la retrouver.
En effet, par un improbable concours de circonstances, Glass Heart se trouve être la fille de Li Jian-Qiang, parrain de la Zheng Dao Hui et vieille connaissance de Ryô. Disparue accidentellement douze ans auparavant et présumée décédée, elle s'est retrouvée incorporée par hasard dans l'unité de formation des assassins de l'organisation et y a vécu une enfance traumatisante. M. Li, conscient que son enfant ne pourra jamais vivre une vie normale, supplie Saeba de prendre soin d'elle.
Ryô est touché par l'histoire de cette jeune fille égarée, enfant-soldat comme lui autrefois, et par ailleurs innocente du vol du cœur. Renonçant à son projet de vengeance, il accepte de prendre sous sa protection celle en qui il a ressenti, dès leur première rencontre, que l'âme de sa bien-aimée avait survécu.
Pour commencer, il reprend les armes afin de neutraliser une unité de paramilitaires lancée aux trousses de Glass Heart par un rival de M. Li, aidé en cela par une bonne partie du monde clandestin de Shinjuku, trop heureux de voir son ange gardien revenir aux affaires.
À l'issue d'un affrontement épique qui laisse le quartier sens dessus-dessous, Ryô accepte de devenir le père adoptif de Glass Heart, qui retrouve à cette occasion son nom de naissance : Xiang-Ying.
Pour lui, c'est une nouvelle vie qui commence, en tant que père d'une adolescente peu ordinaire, dont les aptitudes au combat égalent les siennes, mais qui ignore jusqu'aux rudiments de la vie civile et des relations humaines. C'est aussi une renaissance en tant que City Hunter, avec sa fille pour partenaire.
(note : Angel Heart n'étant pas stricto sensu une suite de City Hunter, l'auteur y a modifié certains éléments biographiques de ses personnages. À ce propos, voir les différences entre City Hunter et Angel Heart)

## Description

### Aptitudes
Du fait de son entraînement paramilitaire précoce, Ryô possède des aptitudes au combat et à la survie hors du commun.
Tireur hors-pair, il est capable de réaliser un one hole shot à cinquante mètres, de prédire la trajectoire d'une balle après un ricochet, ou encore de neutraliser plusieurs adversaires avec une seule munition. Il dégaine, tire et recharge son revolver avec une dextérité et une vitesse d'exécution exceptionnelles. Au fusil à lunette, il fait mouche à plus d'un kilomètre avec une précision millimétrique.
Il a la capacité de percevoir les auras émanant de ceux qui l'épient ou cherchent à s'en prendre à lui,, même lorsqu'ils se trouvent à une distance relativement éloignée ou que lui-même dort. Aussi est-il quasiment impossible de le surprendre.
D'une grande force physique, Ryô est particulièrement agile, rapide et souple pour un homme de son gabarit. Il est, en effet, capable de réaliser une trentaine de tractions sur trois doigts de la main droite. Cela lui permet de se livrer à toutes sortes d'acrobaties improbables, que ce soit en situation de combat ou lorsqu'il poursuit une belle jeune femme de ses assiduités.
Ryô possède un véritable don pour l'imitation vocale, qui lui vaut le surnom de l'homme aux mille voix. Son acuité auditive est, elle aussi, très supérieure à la moyenne.
Aussi surprenant que cela puisse paraître pour un personnage de cette trempe, Ryô aime cuisiner et fait cela très bien. Lorsque l'occasion se présente, il prépare de copieux petits déjeuners, la plupart du temps pour ses clientes,.
En raison du traumatisme vécu dans son enfance, Ryô souffre d'une aviophobie visant particulièrement les petits modèles d'aéroplanes, qu'il peine à approcher même lorsqu'ils sont à l'arrêt. Il parviendra néanmoins à surmonter sa peur panique pour venir au secours de Kaori, enlevée à bord d'un Cessna 182. Il est toutefois à noter que les vols en hélicoptère ne lui posent aucun problème.

### Personnalité
Le trait de caractère le plus apparent de Ryô est la légèreté, que révèlent sa grande insouciance quant aux questions financières, son goût immodéré pour les soirées festives et arrosées, ainsi que sa forme exacerbée et comique de satyriasis. Toutefois, les moments de forte intensité dramatique laissent percevoir un personnage infiniment plus profond, d'un courage sans faille et pétri d'abnégation, hanté par un passé douloureux qu'il n'évoque que très rarement.
En tant que City Hunter, il place sa conception du Bien et de la Justice au cœur de ses choix professionnels, n'acceptant que les missions en accord avec son code de moralité. Conscient de la noirceur et des dangers inhérents au monde dans lequel il évolue, il dissimule ses inquiétudes et son pessimisme derrière un masque de jouisseur impénitent. Très protecteur vis-à-vis de sa partenaire, il se montre excessivement taquin envers elle pour dissimuler ses sentiments et éviter que, réciproquement, elle ne s'éprenne de lui, ce qui ferait d'elle une cible de choix pour les nombreux adversaires du City Hunter. Ce subterfuge se révélera néanmoins peu efficace, Kaori étant régulièrement la cible des adversaires de Ryô.
S'il surjoue à dessein son attitude de coureur de jupons pour énerver Kaori, Ryô n'en nourrit pas moins une passion réelle et dévorante pour les femmes. Authentique obsédé sexuel, il n'a aucun scrupule à dévoiler crûment ses intentions. Ses propos explicites s'accompagnent généralement d'une formidable érection, son fameux mokkori, qu'il prend rarement la peine de dissimuler. Il arrive parfois à ses fins dans la version papier, mais jamais dans l'animé, où ce trait de caractère est atténué, et où il apparaît essentiellement comme un dragueur lourd que son manque de délicatesse condamne à l'abstinence. Ainsi, les nombreuses hôtesses et filles légères de son entourage présentes dans le manga, où il est subtilement laissé entendre que Ryô les fréquente assidûment, sont beaucoup plus discrètes dans l'animé. Il est à noter que la version française de l'animé édulcore encore davantage cet aspect de la personnalité de Ryô, soit en caviardant certains passages, soit en donnant une traduction volontairement inexacte des dialogues jugés trop osés.

### Armement

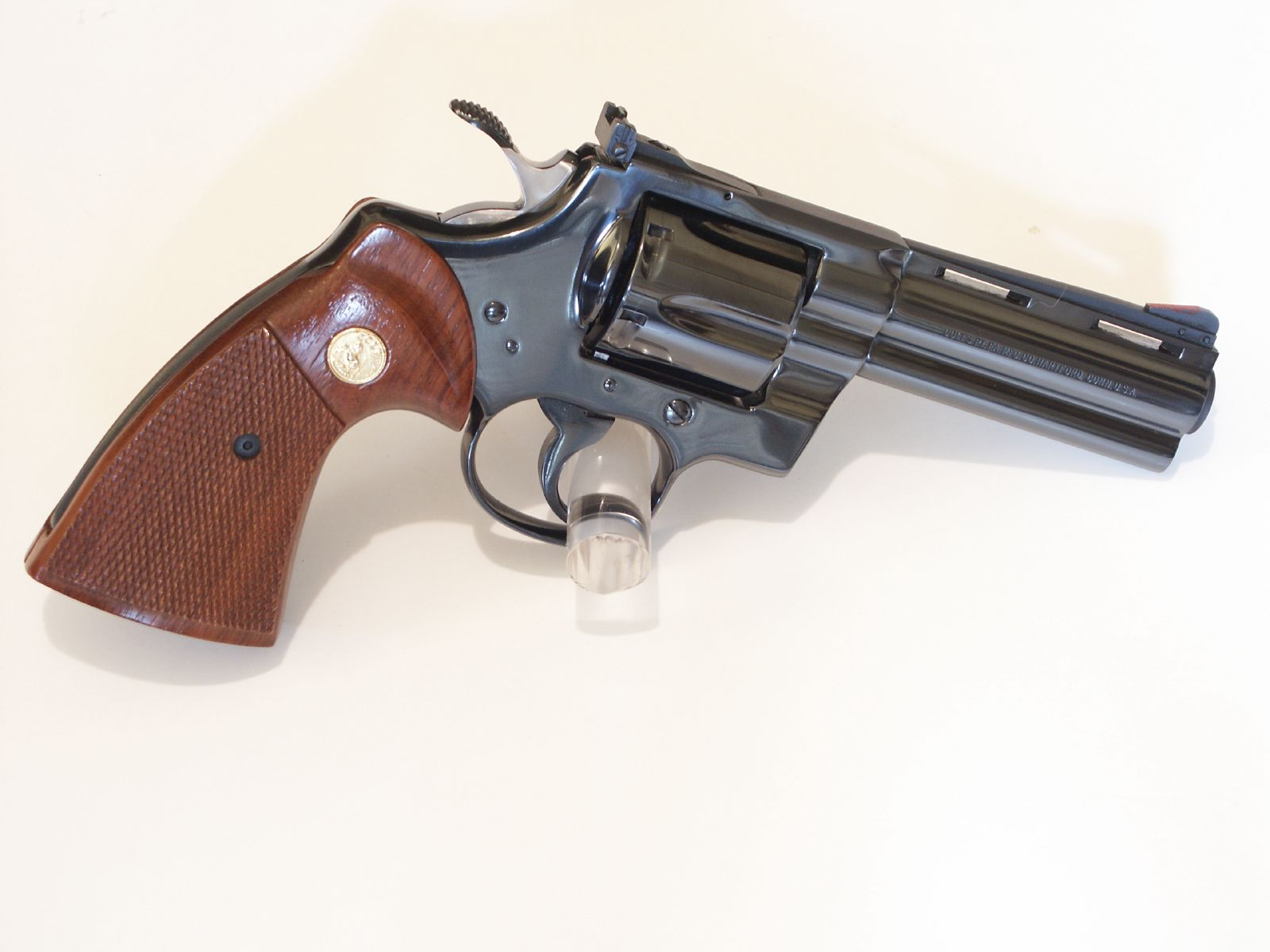
L'arme de prédilection de Ryô Saeba.

Expert en maniement des armes, son champ de compétences recouvre la totalité des types d'armements individuels connus, des armes blanches aux lance-roquettes, en passant par les armes de poing, les armes longues et les explosifs.
Ryô détient à son domicile un arsenal impressionnant, comprenant une multitude de pistolets et de revolvers, de fusils d'assaut, de précision ou de chasse, des mitrailleuses, des grenades, des mines, et même un lance-roquettes. Pour les besoins de son entraînement, une partie du sous-sol de son immeuble est aménagée en stand de tir.
L'arme de prédilection de Ryô demeure néanmoins son Colt Python .357 Magnum, modifié par Ken'ishiro Mashiba, un gunsmith légendaire dans le milieu japonais. Il le porte habituellement coincé du côté gauche de sa ceinture (dans la version animé, il le porte dans un holster d'épaule ). Il le garde aussi à portée de main lorsqu'il va se coucher. Ce revolver ne le quitte presque jamais.

### Véhicules
Dans le manga comme dans l'anime, Ryô semble avoir une prédilection pour les véhicules compacts. Les voitures qu'il utilise le plus souvent sont :
- une Mini Cooper Mk-I rouge, équipée d'un toit ouvrant en tissu. Dans le manga, elle est immatriculée Kabuki-Cho 69 - A 19 19, une identification pour le moins grivoise. En effet, Kabuki-Cho est le quartier chaud de l'arrondissement de Shinjuku, 69 faisant référence à une position sexuelle, et 19 19 se prononce iku iku en japonais, ce qui peut se traduire par je viens, je viens[48] ;
- une citadine ressemblant à une Fiat Panda verte (dans l'épisode 70, la marque Fiat et le terme Panda sont distinguables à l'arrière de la voiture), pourtant ni les feux arrière ni le tableau de bord ne correspondent réellement à ce modèle. Elle est équipée d'un ordinateur reprenant le plan de la ville et certains lieux importants.

## Œuvres où le personnage apparaît

### Mangas
- 1985 : City Hunter
- 2001 : Angel Heart
- 2018 : City Hunter Rebirth

### Séries
- 1987 : Nicky Larson
- 2005 : Angel Heart

### Film d'animation
- 1989 : City Hunter : Amour, Destin et un Magnum 357
- 2019 : City Hunter Shinjuku Private Eyes
- 2023 : City Hunter Angel Dust

### OAV
- 1990 : City Hunter : Bay City Wars
- 1990 : City Hunter : Complot pour un million de dollars

### Téléfilms
- 1996 : City Hunter : Services secrets
- 1997 : City Hunter : Goodbye My Sweetheart
- 1999 : City Hunter : La Mort de City Hunter

### Films en prise de vue réelle
- 1992 : Niki Larson
- 1996 : Mr Mumble (n'est pas officiellement un film City Hunter car il n'a pas obtenu les droits d'exploitation, néanmoins le personnage principal est bien plus fidèle à la série que le Niki Larson )
- 2019 : Nicky Larson et le parfum de Cupidon de Philippe Lacheau[49]
- 2020 : City Hunter XYZ de Filip Wong (fanfilm)
- 2024 : City Hunter de Sato Yuichi